# والانجرد
والانجـِرد یا والانکِرد که در گویش بروجردی به آن والوکِرد نیز گفته می‌شود روستایی است بزرگ در شرق شهرستان بروجرد در استان لرستان. این روستا در دهستان والانجرد در بخش مرکزی این شهرستان قرار دارد. والانجرد معرب والانگرد یا والانکرد است و این روستا از تاریخی کهن برخوردار است.

## جمعیت
بنابر سرشماری مرکز آمار ایران، جمعیت والانجرد در سال ۱۳۸۵، برابر با ۱۴۶۱ نفر بوده‌است که از این میان ۷۶۳ نفر مرد و بقیه زن بوده‌اند. این روستا ۳۴۷ خانوار جمعیت دارد.